# Phare de Four Mile Crib
Le phare de Four Mile Crib (en anglais : Four Mile Crib Light), est un phare privé situé sur le lac Michigan face à la ville de Chicago dans l'État de l'Illinois, aux États-Unis.

## Historique
La ville de Chicago, après avoir tiré son eau potable de la rivière Chicago qui est devenu très pollué, a dû créer des prises d'eau potable dans le lac.
le Four Mile Crib a été construit en 1898 à environ 7 km de l'entrée du port de Chicago. Toujours en service, le phare, érigé, sur le bâtiment de prise d'eau, est géré par le Chicago Department of Water Management 

## Description
Le phare  est une tour métallique hexagonale à claire-voie de 9 m de haut, avec galerie et lanterne. Le phare est peint en rouge.
Il émet, à une hauteur focale de 20 m, un flash blanc de 0.5 seconde par période de 5 secondes. Sa portée est de 12 milles nautiques (environ 22 km). 

## Caractéristiques dufeu maritime
Fréquence : 5 secondes (W)
- Lumière : 0.5 seconde
- Obscurité : 4.5 secondes

Identifiant : ARLHS : USA-304 ; USCG :  7-19925  .

### Lien connexe
- Liste des phares de l'Illinois